# Szyfr afiniczny
Szyfr afiniczny – szyfr należący do grupy monoalfabetycznych szyfrów podstawieniowych.
Rodzina szyfrów monoalfabetycznych posiada jedną bardzo ważną cechę, a mianowicie jednej literze alfabetu jawnego odpowiada dokładnie jedna litera alfabetu tajnego. Funkcja szyfrująca wygląda następująco:
{\displaystyle f(x)=ax+b\ \mod \ m,} gdzie
{\displaystyle x} to szyfrowana litera, {\displaystyle (a,b)} jest kluczem, a {\displaystyle m} to liczba liter w alfabecie (zwykle korzystamy z {\displaystyle m=26} bo tyle liter ma język angielski)
Łatwo zauważyć, że jeśli {\displaystyle a=1,} to mamy do czynienia ze zwykłym przesunięciem.
Szyfr afiniczny ma sens tylko wtedy, gdy funkcja afiniczna {\displaystyle f} jest różnowartościowa, tzn. gdy dla dowolnego y należącego do zbioru klas reszt {\displaystyle \mathbb {Z} _{m}} równanie
{\displaystyle ax+b\equiv y\mod \ m}
ma co najwyżej jedno rozwiązanie ze względu na zmienną {\displaystyle x.} Zapiszmy nasze równanie w sposób następujący:
{\displaystyle ax\equiv y-b\mod \ m.}
Zauważmy, że gdy wartości {\displaystyle y} przebiegają cały zbiór {\displaystyle \mathbb {Z} _{m},} to i wartości {\displaystyle y-b} się wyczerpują, czyli wystarczy jeśli zbadamy rozwiązywalność równań
{\displaystyle ax\equiv y\mod \ m}
dla {\displaystyle y\in \mathbb {Z} _{m}.} Równanie to ma dokładnie jedno rozwiązanie dla każdego {\displaystyle y\in \mathbb {Z} _{m}} wtedy i tylko wtedy, gdy {\displaystyle \mathrm {NWD} (a,m)=1} (gdzie NWD oznacza największy wspólny dzielnik dwóch liczb).
Na przykład gdy {\displaystyle m=26=2\cdot 13} to wartości {\displaystyle a} należące do {\displaystyle \mathbb {Z} _{26}} dla których {\displaystyle \mathrm {NWD} (a,26)=1} są następujące:
1, 3, 5, 7, 9, 11, 15, 17, 19, 21, 23, 25.
Parametr {\displaystyle b} może być dowolny toteż mamy {\displaystyle 12\cdot 26=312} możliwych kluczy. Jest to bardzo mała liczba kluczy, która nie daje odpowiedniego bezpieczeństwa, toteż szyfr ten nie jest w zasadzie stosowany.
Funkcja deszyfrująca dla tego szyfru wygląda tak:
{\displaystyle d(y)=a^{-1}*(y-b)\mod m,}
gdzie {\displaystyle a^{-1}} jest odwrotnością {\displaystyle a} w pierścieniu {\displaystyle \mathbb {Z} _{26}.}
Wzór wynika z wyliczeń:
{\displaystyle {\begin{aligned}{\mbox{D}}({\mbox{E}}(x))&=a^{-1}({\mbox{E}}(x)-b)\mod {m}\\&=a^{-1}(((ax+b)\mod {m})-b)\mod {m}\\&=a^{-1}(ax+b-b)\mod {m}\\&=a^{-1}ax\mod {m}\\&=x\mod {m}.\end{aligned}}}

## Przykład działania
Przyjmując, że K = (7, 5) należy zaszyfrować i odszyfrować słowo KOT.
Dla uproszenia korzystamy z mod 26 (alfabet angielski ma 26 znaków). Funkcja szyfrująca ma postać:
{\displaystyle e(x)=7x+5}
Zmieniamy litery wyrazu „kot” na wartości liczbowe:
K = 10; O = 14; T = 19;
Szyfrowanie:
{\displaystyle 10*7+5\mod 26=75\mod 26=23}
{\displaystyle 14*7+5\mod 26=103\mod 26=25}
{\displaystyle 19*7+5\mod 26=138\mod 26=8}
Tekst zaszyfrowany odpowiada ciągowi 23, 25, 8, czyli: XZI.
Deszyfrowanie:
{\displaystyle 7^{-1}\mod 26=15}
Funkcja deszyfrująca ma postać:
{\displaystyle d(y)=15*(y-5)\mod 26}
{\displaystyle 15*(23-5)\mod 26=270\mod 26=10}
{\displaystyle 15*(25-5)\mod 26=300\mod 26=14}
{\displaystyle 15*(8-5)\mod 26=45\mod 26=19}
Ciąg liczb 10, 14, 19 odpowiada naszemu wyjściowemu KOT.